# Bromelia alsodes
Espèce
Classification phylogénétique
Bromelia alsodes est une espèce de plantes à fleurs de la famille des Bromeliaceae, originaire d'Amérique centrale tropicale.

## Synonymes
- Agallostachys sylvestris Beer[1] ;
- Bromelia sylvestris Willd. ex Link [illégitime][1].

## Distribution
L'espèce est présente en Amérique centrale, notamment au Mexique, au Salvador, au Honduras et au Nicaragua.

## Description
L'espèce est hémicryptophyte.